# Rally México de 2012
El Rally México de 2012 fue la tercera ronda de la temporada 2012 del Campeonato Mundial de Rally. Se celebró del 8 al 11 de marzo y contó con uno de los itinerarios más largos del campeonato con más de 400 km cronometrados repartidos en 24 tramos.
La lista de inscritos contó con dieciséis World Rally Car, cuatro oficiales y doce privados. Destaca la aparición de Ken Block que no participó en las dos primera rondas de la temporada y el regreso del australiano Chris Atkinson, después de tres años de ausencia en el mundial, que compitió en el equipo de Block, el Monster World Rally Team. Por otro lado no estuvo presente el británico Mathew Wilson que sufrió un accidente entrenando, dejando solo a Henning Solberg al frente del equipo Go Fast Energy World Rally Team. Entre los pilotos locales destacó el mexicano Ricardo Triviño que compitió con uno de los WRC privados, un Ford Fiesta RS WRC
En vencedor fue Sébastien Loeb con un Citroën DS3 WRC logrando su sexta victoria consecutiva en la prueba. Segundo fue su compañero de equipo Mikko Hirvonen y tercero el piloto de Ford Petter Solberg. Entre los abandonos destaca Jari-Matti Latvala que llegó a liderar la prueba el segundo día pero se vio obligado a abandonar en el penúltimo tramo.

## Itinerario y ganadores
- El rally constó de 24 tramos a disputar en cuatro etapas.

| Día                | Tramo | Hora  | Nombre                           | Distancia | Ganador                       | Tiempo    | Vel. media  | Líder rally        |
| ------------------ | ----- | ----- | -------------------------------- | --------- | ----------------------------- | --------- | ----------- | ------------------ |
| Día 1 (8 de marzo) | SS1   | 20:09 | DC Shoes Guanajuato Street Stage | 1.05 km   | Petter Solberg                | 53.7      | 70.39 km/h  | Petter Solberg     |
| Día 2 (8–9 Mar)    | SS2   | 8:08  | El Cubilete 1                    | 22.12 km  | Mikko Hirvonen                | 13:23.6   | 99.09 km/h  | Mikko Hirvonen     |
| Día 2 (8–9 Mar)    | SS3   | 9:06  | Las Minas 1                      | 15.21 km  | Jari-Matti Latvala            | 11:22.9   | 80.18 km/h  | Jari-Matti Latvala |
| Día 2 (8–9 Mar)    | SS4   | 9:47  | Los Mexicanos 1                  | 9.76 km   | Sébastien Loeb                | 7:53.3    | 74.24 km/h  | Jari-Matti Latvala |
| Día 2 (8–9 Mar)    | SS5   | 10:08 | Ortega 1                         | 23.69 km  | Sébastien Loeb                | 14:08.7   | 100.49 km/h | Mikko Hirvonen     |
| Día 2 (8–9 Mar)    | SS6   | 13:36 | El Cubilete 2                    | 22.12 km  | Jari-Matti Latvala            | 13:11.8   | 101.86 km/h | Sébastien Loeb     |
| Día 2 (8–9 Mar)    | SS7   | 14:34 | Las Minas 2                      | 15.21 km  | Jari-Matti Latvala            | 11:03.1   | 82.58 km/h  | Sébastien Loeb     |
| Día 2 (8–9 Mar)    | SS8   | 15:15 | Los Mexicanos 2                  | 9.76 km   | Jari-Matti Latvala            | 7:43.6    | 75.79 km/h  | Sébastien Loeb     |
| Día 2 (8–9 Mar)    | SS9   | 15:36 | Ortega 2                         | 23.69 km  | Cancelado                     | Cancelado | Cancelado   | Sébastien Loeb     |
| Día 2 (8–9 Mar)    | SS10  | 17:24 | Monster León Street Stage        | 1.23 km   | Sébastien Loeb                | 1:16.4    | 57.96 km/h  | Sébastien Loeb     |
| Día 2 (8–9 Mar)    | SS11  | 20:13 | Super Special 1                  | 2.21 km   | Nasser Al-Attiyah             | 1:39.5    | 79.96 km/h  | Sébastien Loeb     |
| Día 2 (8–9 Mar)    | SS12  | 20:18 | Super Special 2                  | 2.21 km   | Chris Atkinson                | 1:38.3    | 80.94 km/h  | Sébastien Loeb     |
| Día 3 (10 Mar)     | SS13  | 6:54  | Ibarrilla 1                      | 29.90 km  | Jari-Matti Latvala            | 18:01.4   | 99.54 km/h  | Sébastien Loeb     |
| Día 3 (10 Mar)     | SS14  | 8:12  | Otates 1                         | 41.88 km  | Sébastien Loeb                | 30:19.9   | 82.84 km/h  | Sébastien Loeb     |
| Día 3 (10 Mar)     | SS15  | 11:06 | Ibarrilla 2                      | 29.90 km  | Sébastien Loeb                | 17:55.3   | 100.10 km/h | Sébastien Loeb     |
| Día 3 (10 Mar)     | SS16  | 12:24 | Otates 2                         | 41.88 km  | Jari-Matti Latvala            | 29:54.7   | 84.01 km/h  | Sébastien Loeb     |
| Día 3 (10 Mar)     | SS17  | 15:30 | Comanjilla 1                     | 17.91 km  | Jari-Matti Latvala            | 10:21.1   | 103.81 km/h | Sébastien Loeb     |
| Día 3 (10 Mar)     | SS18  | 16:45 | Super Special 3                  | 4.42 km   | Petter Solberg Sébastien Loeb | 3:14.3    | 81.89 km/h  | Sébastien Loeb     |
| Día 3 (10 Mar)     | SS19  | 16:50 | Super Special 4                  | 2.21 km   | Cancelado                     | Cancelado | Cancelado   | Sébastien Loeb     |
| Día 3 (10 Mar)     | SS20  | 17:23 | Comanjilla 2                     | 17.91 km  | Jari-Matti Latvala            | 10:13.7   | 105.06 km/h | Sébastien Loeb     |
| Día 4 (11 Mar)     | SS21  | 9:30  | Super Special 5                  | 4.42 km   | Thierry Neuville              | 3:12.5    | 82.7 km/h   | Sébastien Loeb     |
| Día 4 (11 Mar)     | SS22  | 10:33 | Guanajuatito                     | 54.76 km  | Mikko Hirvonen                | 36:30.7   | 89.2 km/h   | Sébastien Loeb     |
| Día 4 (11 Mar)     | SS23  | 12:06 | Derramadero                      | 11.51 km  | Sébastien Loeb                | 7:14.9    | 87.6 km/h   | Sébastien Loeb     |
| Día 4 (11 Mar)     | SS24  | 13:18 | Guanajuato Power Stage           | 5.75 km   | Petter Solberg                | 3:11.4    | 102.7 km/h  | Sébastien Loeb     |

### Powerstage
| Pos | Piloto         | Tiempo   | Difer. | Veloc. media | Puntos |
| --- | -------------- | -------- | ------ | ------------ | ------ |
| 1   | Petter Solberg | 3:11.429 | 0.000  | 102.7 km/h   | 3      |
| 2   | Sébastien Loeb | 3:12.900 | +1.471 | 101.9 km/h   | 2      |
| 3   | Mads Østberg   | 3:14.109 | +2.680 | 101.3 km/h   | 1      |

## Clasificación final
| Pos.     | Piloto            | Copiloto             | Automóvil                  | Tiempo    | Penaliz. | Diferencia | Puntos |
| WRC      | WRC               | WRC                  | WRC                        | WRC       | WRC      | WRC        | WRC    |
| -------- | ----------------- | -------------------- | -------------------------- | --------- | -------- | ---------- | ------ |
| 1.       | Sébastien Loeb    | Daniel Elena         | Citroën DS3 WRC            | 4:15:32.7 |          | -          | 25+2   |
| 2.       | Mikko Hirvonen    | Jarmo Lehtinen       | Citroën DS3 WRC            | 4:16:15.1 |          | +0:42.4    | 18     |
| 3.       | Petter Solberg    | Chris Patterson      | Ford Fiesta RS WRC         | 4:17:44.1 |          | +2:11.4    | 15 + 3 |
| 4.       | Mads Østberg      | Jonas Andersson      | Ford Fiesta RS WRC         | 4:20:24.2 |          | +4:51.5    | 12 + 1 |
| 5.       | Ott Tänak         | Kuldar Sikk          | Ford Fiesta RS WRC         | 4:20:35.3 | 0:10     | +5:02.6    | 10     |
| 6.       | Nasser Al-Attiyah | Giovanni Bernacchini | Citroën DS3 WRC            | 4:22:14.1 | 0:10     | +6:41.4    | 8      |
| 7.       | Armindo Araújo    | Miguel Ramalho       | Mini John Cooper Works WRC | 4:28:19.6 |          | +12:46.9   | 6      |
| 8.       | Sébastien Ogier   | Julien Ingrassia     | Skoda Fabia S2000          | 4:30:30.5 |          | +14:57.8   | 4      |
| 9        | Ken Block         | Alex Gelsomino       | Ford Fiesta RS WRC         | 4:37:59.5 | 0:20     | +22:26.8   | 2      |
| 10.      | Ricardo Trivino   | Alex Haro            | Ford Fiesta RS WRC         | 4:39:03.4 |          | +23:30.7   | 1      |
| PWRC     |                   |                      |                            |           |          |            |        |
| 1. (11.) | Benito Guerra     | Borja Rozada         | Mitsubishi Lancer Evo X    | 4:39:26.1 |          |            |        |
| 2. (12.) | Nicolás Fuchs     | Fernando Musssano    | Mitsubishi Lancer Evo IX   | 4:43:36.0 |          | +4:09.9    |        |
| 3. (14.) | Michal Kosciusko  | Maciej Szczepaniak   | Mitsubishi Lancer Evo X    | 5:00:13.5 | 3:50     | +20:47.4   |        |